# (1196) Саба
(1196) Саба, предварительное обозначение 1931 KE, представляет собой металлический астероид из средней области пояса астероидов, диаметром около 25 километров. Был открыт 21 мая 1931 года астрономом Сирилом Джексоном в Йоханнесбургской обсерватории (Южная Африка).
Саба — металлический астероид X-типа, вращающийся вокруг Солнца на расстоянии 2,2-3,1 астрономических единиц раз в 4 года и 4 месяца (1581 день). Его орбита имеет эксцентриситет 0,18 и наклонение 18 ° по отношению к эклиптике. Впервые он был идентифицирован как A912 BB в Гейдельбергской обсерватории в 1912 году. Однако дуга наблюдения тела начинается в Йоханнесбурге, через четыре месяца после его официального открытия.
Эта малая планета была названа в честь библейской царицы Савской, посетившей царя Соломона . Название впервые было опубликовано Полом Хергетом в книге The Names of the Minor Planets (Имена малых планет) в 1955 году.